# TBVS
La Triennale Bovisa (definita anche TBVS) era una sede distaccata della Triennale di Milano situata nel quartiere milanese della Bovisa inaugurata il 22 novembre 2006. Nelle intenzioni avrebbe dovuto rappresentare una delle iniziative per riqualificare il quartiere, iniziate con la realizzazione delle nuove sedi del Politecnico di Milano. Dal 27 ottobre 2011 le attività furono però sospese.
L'edificio, progettato dall'architetto Pierluigi Cerri, comprendeva, oltre ad uno spazio espositivo di 1400 metri quadrati, altri 500 m² destinati a libreria dedicata, ristorazione e servizi per il pubblico.
L'intervento comprendeva però anche l'area esterna: gli studenti del Corso di Laurea in design della comunicazione della facoltà di Design del Politecnico di Milano avevano progettato la segnaletica, mentre i writer milanesi, chiamati direttamente dall'amministrazione cittadina, avevano decorato i muri circostanti la sede.

## Esposizioni ospitate

### 2006
- Hans Hartung. In principio era il fulmine (22 novembre 2006 - 11 marzo 2007)

### 2007
- ADCI Collection (2 maggio 2007 - 15 maggio 2007)
- Timer (30 marzo 2007 - 10 giugno 2007)
- Otto piazze sugli obbiettivi del Millennio (19 giugno 2007 - 8 luglio 2007)
- Devoradores de energia (21 giugno 2007 - 8 luglio 2007)
- Che Guevara: rivoluzionario e icona (26 giugno 2007 - 16 settembre 2007)
- Rancinan. La trilogia del Sacro Selvaggio (26 giugno 2007 - 16 settembre 2007)
- Iter. Architettura del Moderno (6 novembre 2007 - 11 novembre 2007)
- Beijing in & out (24 ottobre 2007 - 18 novembre 2007)
- Art and Survival. Focus on Bosnia ed Erzegovina (20 novembre 2007 - 2 dicembre 2007)
- Victor Vasarely (4 ottobre 2007 - 27 gennaio 2008)

### 2008
- Kiefer e Mao che mille fiori fioriscano (16 febbraio 2008 - 6 aprile 2008)
- Pink Pavilion. Quattro armadi e un tavolo di Gaetano Pesce alla Triennale Bovisa (16 aprile 2008 - 30 aprile 2008)
- Leda (9 maggio 2008 - 18 maggio 2008)
- Cascina Merlata S.p.a. (22 maggio 2008 - 28 maggio 2008)
- Junkbuilding (9 maggio 2008 - 8 giugno 2008)
- J.E.F.F. (8 giugno 2008 - 18 giugno 2008)
- ContemporaneaCuba Mi isla es una ciudad (27 giugno 2008 - 6 luglio 2008)
- Save As... Arte contemporanea dalla Turchia (24 giugno 2008 - 7 settembre 2008)
- Il gioco del Mondo un percorso espositivo di Sergio Pappalettera (26 settembre 2008 - 26 ottobre 2008)
- Guido Crepax Valentina, la forma del tempo (21 settembre 2008 - 1º febbraio 2009)

### 2009
- Hsiao Chin. Viaggio in-finito 1955-2008 (17 febbraio 2009 - 5 aprile 2009)
- La mano dell'architetto. The hand of the architect (18 aprile 2009 - 10 maggio 2009)
- Enzo Cucchi (12 maggio 2009 - 14 giugno 2009)
- Woodstock The after party (26 giugno 2009 - 20 settembre 2009)
- KayOne - Caratteri Mobili (15 settembre 2009 - 2 ottobre 2009)
- Il gesto del suono 2.0 (1º ottobre 2009 - 1º novembre 2009)
- Box Shock (2 ottobre 2009 - 18 ottobre 2009)
- Identità artefatte (8 ottobre 2009 - 8 novembre 2009)
- Atelier Bovisa Sandro Chia (10 novembre 2009 - 15 gennaio 2010)
- KINDER Art (15 novembre 2009 - 10 gennaio 2010)
- Tra storia e mito: Abraham Lincoln (17 novembre 2009 - 29 novembre 2009)

### 2010
- Aldo Lanzini - Dopo le cause, prima delle conseguenze (3 febbraio 2010 - 28 marzo 2010)
- Made in China (5 marzo 2010 - 5 aprile 2010)
- It's not only Rock'n'Roll, Baby! (24 giugno 2010 - 26 settembre 2010)
- Lab of Labs (13 ottobre 2010 - 28 ottobre 2010)
- SismyCity (5 novembre 2010 - 28 novembre 2010)
- LEROS Anche il nulla ha un nome (5 novembre 2010 - 28 novembre 2010)
- materiali CREATIVI (3 dicembre 2010 - 30 gennaio 2011)
- Progetti di Giovani Architetti (3 dicembre 2010 - 30 gennaio 2011)

### 2011
- Angelo Plessas Selected Works (1º febbraio 2011 - 20 febbraio 2011)
- Happy Tech. Macchine dal volto umano (22 febbraio 2011 - 31 marzo 2011)
- Nastro d'Ingegno (11 aprile 2011 - 30 maggio 2011)
- Independent Design Secession (12 aprile 2011 - 28 aprile 2011)
- If We Hold On Together (7 giugno 2011 - 26 giugno 2011)
- avanti popolo il PCI nella storia d'Italia (16 giugno 2011 - 10 luglio 2011)
- Colani, BIODESIGN CODEX SHOW  (21 settembre 2011 - 8 gennaio 2012)
- VIVENDI contemporaryNaturalism - da Lassie ai Pokémon (7 ottobre 2011 - 27 ottobre 2011)